# Loppi
Loppi (pronunciación en finés: /ˈlopːi/; en sueco: Loppi, también Loppis) es un municipio en Finlandia. Está ubicado en la provincia de Finlandia del Sur y es parte de la región Kanta-Häme, ubicada a unos 50 kilómetros (alrededor de 30 millas) al sur de la ciudad de Hämeenlinna. Loppi fue fundada en 1632. El municipio tiene una población de 8175 habitantes, y es monolingüe finlandés.
Los municipios vecinos son Hyvinkää, Hämeenlinna, Janakkala, Karkkila, Riihimäki, Tammela y Vihti. La conexión por carretera principal más importante para ir de Loppi a Riihimäki es la carretera nacional 54, que va de Tammela a Hollola, y que está conectada con la Autopista 3 (E12) entre Helsinki y Tampere. Otra importante conexión por carretera en dirección a Helsinki es la carretera regional 132 que pasa por el municipio de Nurmijärvi.
El tema del escudo de armas municipal, donde el símbolo de hierro se ha hundido en una placa cortada por las olas, se refiere al levantamiento de limonita del lago en el período temprano.
Según el folklore local, Kaakkomäki de Loppi estaba habitado por un diablo gigante en la antigüedad. Cuando se construyó la antigua iglesia de Loppi, la iglesia de Santa Brígida, en el siglo XVII, el diablo trató de interrumpir la construcción y se enfureció cuando sonaron las campanas de la iglesia. El diablo trató de destruir el campanario de la iglesia y le arrojó una piedra gigante. Sin embargo, la roca voló sobre la iglesia hasta caer en Tiirinkallio en la orilla del Lago Loppijärvi, desde donde la roca se arrastró hacia el lago. Allí el ganado cayó enfermo y los animales murieron, así que los aldeanos empujaron la roca hasta el acantilado y la suerte del ganado se restableció.
Loppi es especialmente conocida por su cultivo de patatas, alimento clasificado como planta principal del municipio. El guisado de papas y caldo de arándanos rojos cocinados con harina de cebada, así como una cazuela de patata dulce y salsa de carne fueron declarados platos tradicionales de Loppi en la década de 1980.

## Historia
Loppi es parte de la provincia histórica de Tavastia. Originalmente era parte de la parroquia de la capilla de Janakkala. La parroquia de la capilla Loppi, formada en el siglo XVI, incluía solo siete de los pueblos actuales de Loppi: Läyliäinen, Sajaniemi, Joentaka, Loppi, Hunsala, Teväntö y Pilpala. Otros pueblos pertenecían directamente a Janakkala. La parroquia de Loppi se convirtió en independiente en 1632. Esto también incluía otros pueblos que luego pertenecieron a Loppi y también Kytäjä, (ahora parte de Hyvinkää), que había sido parte de Janakkala hasta 1579, y luego se convirtió en parte de Nurmijärvi, con la excepción de la casa de Vatsia, que permaneció en conexión con Loppi.

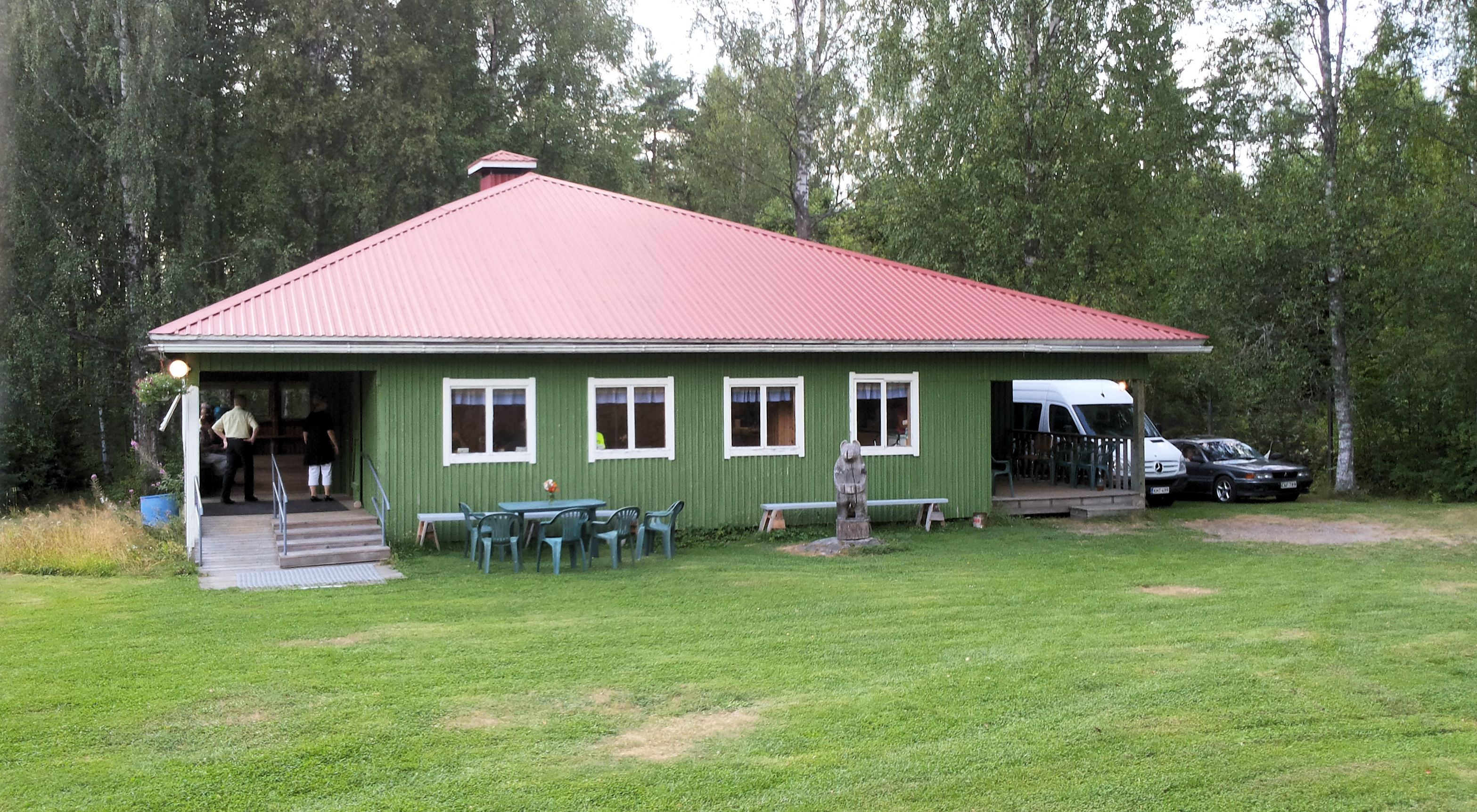
Lava de Vojakkalan, un salón de baile local

El administrador de Loppi tenía a cargo mucho más territorio que el administrador de la iglesia. Cuando se fundó el municipio de Riihimäki en 1926, la casa de Vatsia en el pueblo de Kytäjä se trasladó de Loppi al distrito de Riihimäki.
Entre 1907 y 1954, hubo una conexión de ferrocarril de vía estrecha entre Riihimäki y Loppi, construida por el industrial H. G. Paloheimo. Después de la Segunda Guerra Mundial, Loppi fue habitada por poco menos de 1.100 inmigrantes carelianos. La mayoría de ellos, casi 900, eran de la parroquia de Kamennogorsk.

## Geografía
La elevación boscosa de Tammela, que se extiende a la parte occidental de Loppi, y la Salpausselkä, que cruzan el área del municipio, forman una cuenca entre la región hidrográfica del Río Kokemäki al norte y las cuencas fluviales más pequeñas que fluyen hacia el sur. Los cursos de agua que descienden hacia el norte se originan en el Lago Kaartjärvi y el Lago Loppi y se unen en Janakkala en el Lago Kernaala. El lago Hirvijärvi desemboca en la cuenca del río Vantaa en el sureste en la frontera de Loppi, Riihimäki y Hyvinkää y el Lago Keihäsjärvi en el sur en Läyliäinen. El Lago Keritty y el Lago Punelia en la parte suroeste de Loppi pertenecen a la cuenca del Río Svartån, que fluye a través del Lago Lohja. El Lago Pääjärvi en la esquina noroeste de Loppi pertenece al área de captación del Río Loimijoki en la cuenca del río Kokemäki.

### Pueblos

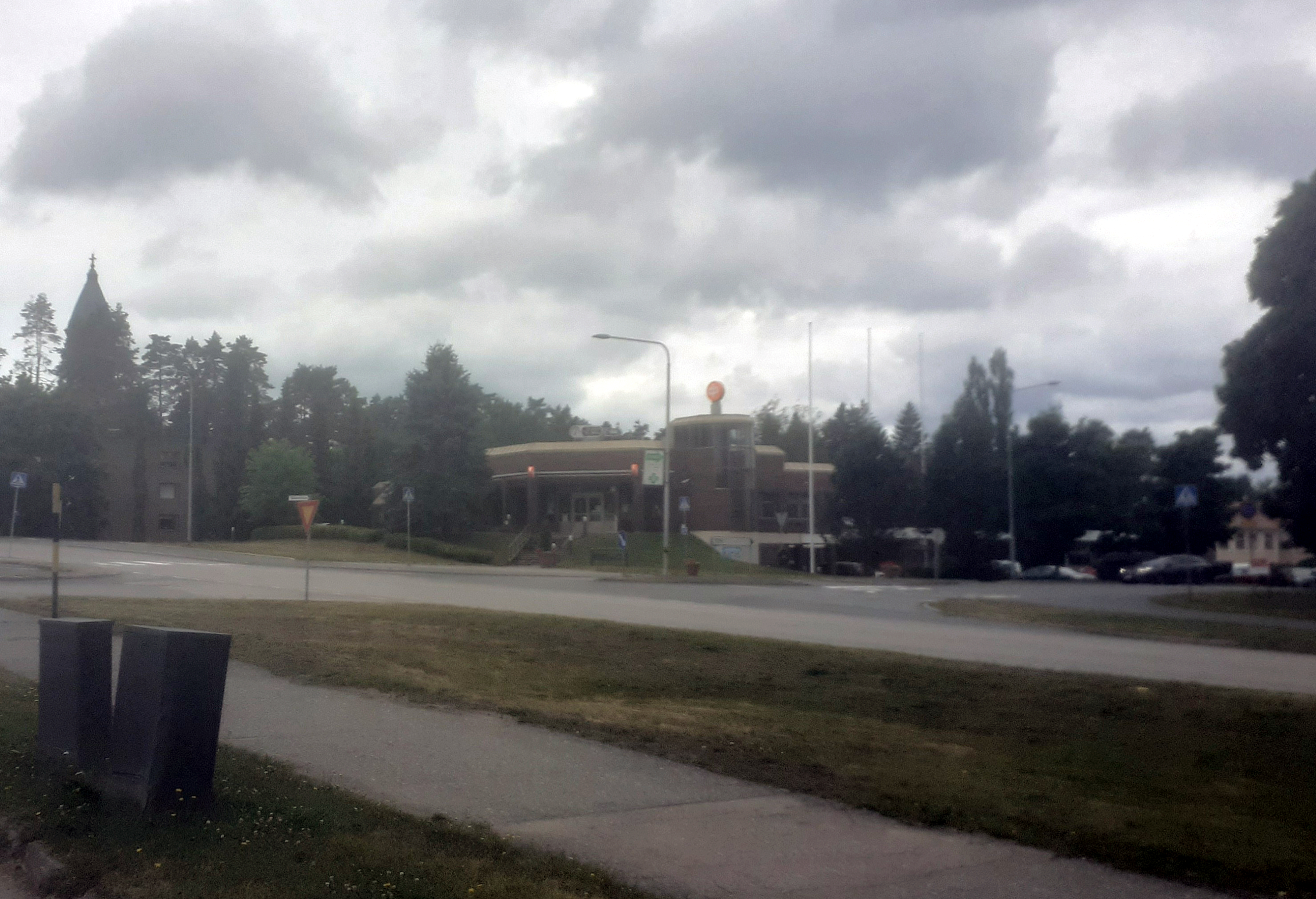
El centro de pueblo de la iglesia de Loppi

Hay tres pueblos grandes en el municipio: Loppi (Kirkonkylä), Launonen y Läyliäinen. La mayoría de los habitantes del municipio viven en estas aldeas, ya que se encuentran a lo largo de las principales vías de comunicación del municipio.
Otros pueblos (más pequeños) son Hevosoja, Hirvijärvi, Hunsala, Joentaka, Kormu, Metsäkylä, Ourajoki, Pilpala, Räyskälä, Sajaniemi, Salo, Teväntö, Topeno y Vojakkala .

## Servicios
Los servicios primarios de atención médica de Loppi son proporcionados por el Centro Regional de Salud de Riihimäki.
Hay siete escuelas primarias y una escuela secundaria en el municipio de Loppi. Etelä-Hämeen Tanssiopisto es un colegio de danza fundado por Maiju Milad, cuya sala principal está ubicada en el centro del pueblo de la iglesia de Loppi.
La Biblioteca Loppi fue fundada en 1852 y es la tercera biblioteca más antigua de Tavastia. La biblioteca obtuvo su edificio actual en 1988.

## Atracciones
La iglesia de Santa Brígida (Bridget de Suecia) está situada en Loppi. Se le llama comúnmente Santa Pirjo, siendo Pirjo la versión finlandesa del nombre Birgitta. La iglesia es una de las iglesias de madera más antiguas de Finlandia, con unos 300 años.
El pabellón de caza de Marshal Mannerheim llamado "Cabaña de Marshal" (Marskin Maja en finlandés) fue trasladado de Karelia a Loppi en 1942 durante la Guerra de continuación. Está ubicado al lado del lago Punelia y actualmente funciona como restaurante y museo.